# Toni Mascolo
Giuseppe "Toni" Mascolo OBE (6 de maio de 1942 - 10 de dezembro de 2017) foi um cabeleireiro e empresário britânico nascido na Itália e co-fundador da cadeia de cabeleireiros Toni & Guy com seu irmão Gaetano "Guy" Mascolo.

## Primeiros anos
Ele era o mais velho dos cinco filhos de Francesco Mascolo, que administrava uma barbearia e um salão de cabeleireiro em Scafati, Campânia, sul da Itália, e sua esposa Maria Mascolo (née Gallo).

## Carreira
Em 1963, Toni Mascolo e seu irmão Guy abriram seu primeiro salão em Clapham, Londres.
Em 2000, havia 112 salões, 27 deles fora do Reino Unido.
Mascolo foi o principal executivo até sua morte em 2017.

## Vida pessoal
Em 1970, casou-se com Pauline O'Donnell, que começou a trabalhar para eles como assistente em 1963. Eles tiveram três filhos — Sasha e Christian dirigem a empresa, e Pierre é produtor de cinema.

## Honras
Em 2008, a Mascolo recebeu uma EFC por serviços de cabeleireiro.